# Okahandja
 (décembre 2016).
Si vous disposez d'ouvrages ou d'articles de référence ou si vous connaissez des sites web de qualité traitant du thème abordé ici, merci de compléter l'article en donnant les références utiles à sa vérifiabilité et en les liant à la section « Notes et références ».

Okahandja est une ville de 45 000 habitants de la région d'Otjozondjupa au centre de la Namibie.
Son nom signifie « l'endroit où deux rivières se rencontrent pour ne former qu'une » en langue héréro, elle est à la confluence des rivières Okakango et Okamita. C'est une étape vers le parc national d'Etosha et le centre administratif des Héréros.

## Histoire
Un village fut fondé vers 1800 par les Hereros et les Nama. En 1827, un pasteur allemand de la Société des missions du Rhin, Heinrich Schmelen, est le premier européen à se rendre sur le site. En 1844, deux missionnaires sont assignés en permanence à Okahandja. En 1870, la mission ouvre la première école dans ce village.
En 1894, l'armée allemande établit une base militaire alors qu'Okahandja reçoit le statut de village.
Les grands chefs coutumiers Maharero, Jan Jonker Afrikaner et les leaders namibiens Hosea Kutako et Clemens Kapuuo sont enterrés à Okahandja.

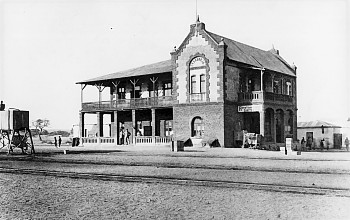
Gare d'Okahandja en 1903
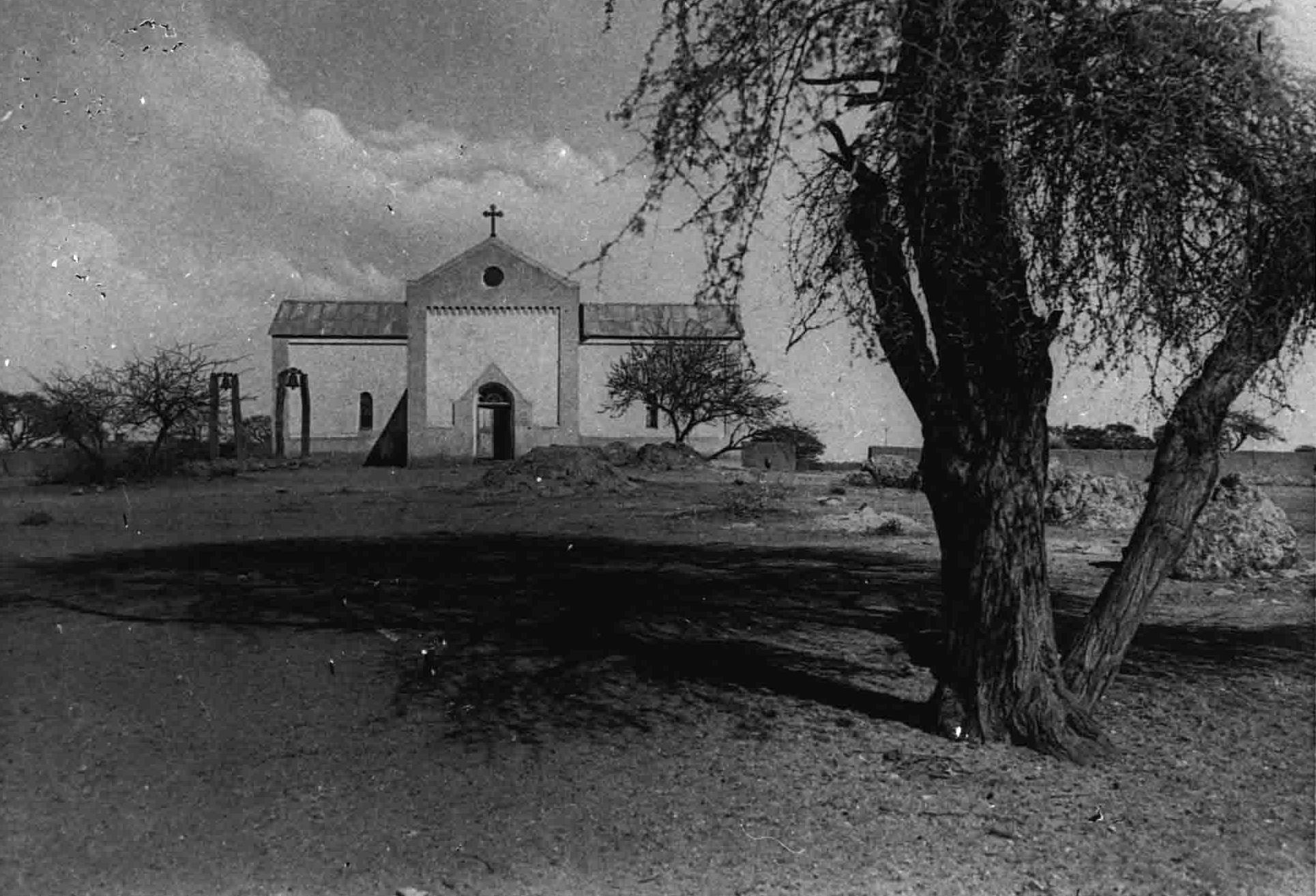
Église de la mission rhénane construite en 1870
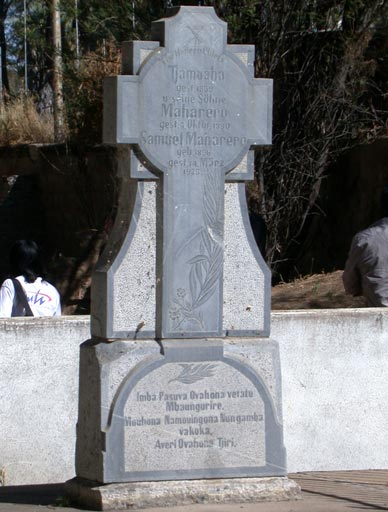
Mémorial des chefs héréros